# Glanshammars och Örebro tingslag
Glanshammars och Örebro tingslag var ett tingslag i Örebro län.
Tingslaget bildades den 1 januari 1904 (enligt beslut den 4 april 1903) genom av ett samgående av Glanshammars tingslag och Örebro tingslag. Tingslaget upphörde den 1 januari 1948 (enligt beslut den 10 juli 1947) och tingslagets verksamhet överfördes till Östernärkes domsagas tingslag.
Tingslaget ingick i Östernärkes domsaga, bildad 1810.

## Omfattning
Socknar i häraderna
- Glanshammars härad
- Örebro härad